# Atunaisa Moli
Pas d'image ? Cliquez ici

a Compétitions nationales et continentales officielles uniquement.

b Matchs officiels uniquement.
Dernière mise à jour le 21 mars 2025.
Atunaisa Moli dit Atu Moli, né le 12 juin 1995 à Gisborne (Nouvelle-Zélande), est un joueur de rugby à XV international néo-zélandais, évoluant au poste de pilier. Il joue avec la franchise des Western Force en Super Rugby depuis 2025.
Son frère cadet Sam Moli est également joueur professionnel de rugby, et joue au poste de talonneur avec Tasman et la sélection tongienne.

## Carrière

### En club
Né à Gisborne dans l'île du Nord, Atunaisa Moli part ensuite suivre son éducation au Marlborough Boys' College de Blenheim, où il pratique le rugby avec l'équipe de l'établissement,. 
En 2014, il rejoint la province de Waikato, qui évolue en National Provincial Championship (NPC). Il fait ses débuts professionnels lors de la saison 2015,. Par ses qualités de mobilité et de puissance, il devient rapidement un titulaire régulier de cette province jusqu'en 2018,.
Après une saison avec Waikato, il est retenu par la franchise des Chiefs pour disputer la saison 2016 de Super Rugby,. Il fait ses débuts en Super Rugby en tant que remplaçant le 12 mars 2016 contre les Southern Kings, avant de connaître sa première titularisation un mois plus tard contre Blues,. Dès sa première saison avec la franchise de Hamilton, il obtient beaucoup de temps de jeu en raison de la blessure de Nepo Laulala et dispute dix rencontres, dont six comme titulaire, toutes au poste de pilier droit,. Il est titulaire lors de demi-finale perdue contre les Hurricanes,.
La saison suivante, il joue seize rencontre, mais seulement trois comme titulaire en raison de la concurrence de Nepo Laulala, revenu de blessure. Lors du premier match de la saison 2018, il se blesse gravement à la cuisse, l'éloignant des terrains pendant plus d'un an,.
Il fait son retour à la compétition en avril 2019, et dispute neuf matchs de la saison 2019, jouant désormais au poste de pilier gauche,. Toujours en 2019, il change de province de NPC et rejoint Tasman.
En juin 2020, il se blesse aux hanches, ce qui l'éloigne des terrains pour le restant de l'année, ainsi que pour le Super Rugby Aotearoa 2021. Il fait son retour à la compétition en mai 2021 lors du Super Rugby Trans-Tasman.
Moins utilisé lors de ses dernières saisons aux Chiefs, il décide de rejoindre la franchise australienne de la Western Force à l'orée de la saison 2024 de Super Rugby. Il ne joue cependant son premier match avec la Force qu'un an plus tard, après avoir été longuement blessé.

### En équipe nationale
Atunaisa Moli joue avec la sélection scolaire néo-zélandaise (en) en 2013, jouant aux côtés de joueurs comme Damian McKenzie ou Akira Ioane.
Il est sélectionné pour évoluer avec l'équipe de Nouvelle-Zélande des moins de 20 ans pour participe aux championnats du monde juniors en 2014 et 2015,. Il remporte cette compétition en 2015, en étant capitaine de l'équipe.
En août 2017, il est sélectionné pour la première fois avec les All Blacks par Steve Hansen pour participer au Rugby Championship 2017 en qualité d'apprenti,. Il est le troisième joueur à bénéficier de ce statut après Ardie Savea en 2013 et Jordie Barrett en 2016. Plus tard dans l'année, il joue une rencontre considérée comme non officielle, contre France XV à Lyon.
Après sa longue blessure l'ayant écarté toute l'année 2018, il est rappelé en sélection en juin 2019 afin de préparer le Rugby Championship 2019, ainsi que la Coupe du monde au Japon,. Il connait sa première cape officielle, le 20 juillet 2019, à l'occasion d'un match contre l'équipe d'Argentine à Buenos Aires.
En août 2019, il est retenu dans le groupe de 31 joueurs sélectionné pour disputer la Coupe du monde au Japon. Il dispute deux matchs lors de la phase de poule, contre le Canada et le pays de Galles.

## Palmarès

### En club et province
- Vainqueur du National Provincial Championship en 2019 eavec Tasman.
- Finaliste du National Provincial Championship en 2021 avec Tasman.

### En équipe nationale
- Vainqueur du championnat du monde junior en 2015.

## Statistiques
Au 21 mars 2025, Atunaisa Moli compte 4 capes en équipe de Nouvelle-Zélande, dont une en tant que titulaire, depuis le 20 juillet 2019 contre l'équipe d'Argentine à Buenos Aires. Avec les Kiwis, il dispute une Coupe du monde en 2019. Il participe à une édition du Rugby Championship, en 2019. Il dispute deux rencontres dans cette compétition.